# Over Load
《Over Load》是日本女歌手中島美嘉的第28張單曲。2009年5月13日發行。

## 概述
- 關於標題名稱，中島說「在尋找取其首字成為『OL』的詞語。而『Over Load』就是『填滿太多在意／過於努力』等意思。」[1]
- 本作延續《LIFE》中「為了要發光發熱，所以非改變不可」的堅強的信念，為歌迷帶來生存的勇氣和力量。[2]
- 音樂錄像帶中的房間是要營造出中島閏房的感覺，而房間更是左右完全對稱。

## 收錄曲目
（全作詞：中島美嘉）
1. Over Load
  - 作曲：森元康介／編曲：大川カズト
  - 立頓飲品廣告歌曲
2. No Answer
  - 作曲：竹本健一／編曲：田中義人
3. Over Load（Hidefumi Kenmochi Remix）
4. Over Load（Instrumental）
5. No Answer（Instrumental）

## 備註
1. ↑  .   [2012-02-18]. （原始内容存档于2009-05-17）.
2. ↑  .   [2012-02-18]. （原始内容存档于2009-05-17）.

## 外部連結
- ORICON STYLE（页面存档备份，存于）
- Yahoo!
- So-net Music